# Тор Ресте Фоссен
Тор Ресте Фоссен (норв. Tor Røste Fossen, 19 червня 1940 — 7 серпня 2017) — норвезький футболіст, що грав на позиції воротаря за клуб «Русенборг». По завершенні ігрової кар'єри — тренер, відомий зокрема десятирічною роботою зі збірною Норвегії.

## Ігрова кар'єра
У дорослому футболі дебютував 1962 року виступами за команду «Русенборг», кольори якої і захищав протягом усієї своєї кар'єри гравця, що тривала десять років. За цей час тричі виборював титул чемпіона Норвегії, а 1971 року також ставав володарем Кубка Норвегії.

## Кар'єра тренера
Розпочав тренерську кар'єру відразу ж по завершенні кар'єри гравця, 1971 року, очоливши тренерський штаб «Русенборга».
Згодом у 1975–1977 роках тренував «Старт» (Крістіансанн), після чого 1978 року став головним тренером національної збірної Норвегії. Обіймав цю посаду протягом десяти років. У цей період Норвегія не відносилася до провідних європейських футбольних збірних, і її чи не головним досягненням під керівництвом Фоссена стала вольова домашня перемога 2:1 над збірною Англії в рамках відбору на ЧС-1982, турніру, який норвежці попри це завершили на останньому місці у своїй відбірковій групі.
Також керував діями збірної Норвегії на футбольному турнірі Олімпійських ігор 1984 року. На Олімпіалі норвежці зіграли внічию проти Чилі та здолали команду Катару, чого, утім, виявилося замало аби подолати груповий етап змагання.
Завершивши роботу зі збірною у 1987, повернувся до роботи на клубному рівні. У 1988–1991 роках тренував «Фрігг Осло», «Фоберг» та «Стремсгодсет», з яким 1991 року виграв свій єдиний тренерський трофей — Кубок Норвегії.
1992 року повернувся на тренерський місток команди «Фрігг Осло», з якою працював протягом наступного десятиріччя, до 2001 року.
Помер 7 серпня 2017 року на 78-му році життя.

## Титули і досягнення

### Як гравця
- Чемпіон Норвегії (3):

«Русенборг»: 1967, 1969, 1971
- Володар Кубка Норвегії (1):

«Русенборг»: 1971

### Як тренера
- Володар Кубка Норвегії (1):

«Стремсгодсет»: 1991